# Exekias

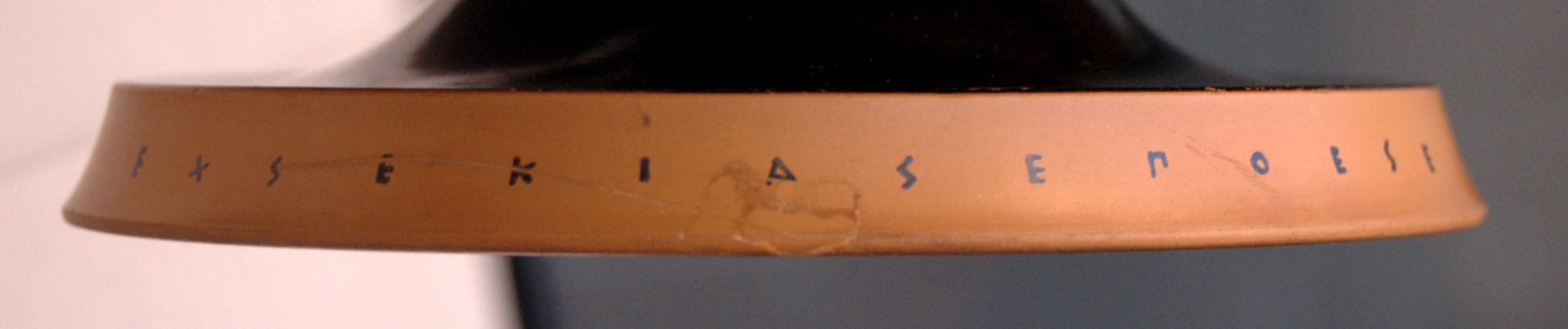
Töpfersignatur des Exekias, Dionysos-Schale, München, Staatliche Antikensammlungen 8729;
Inschrift: ΕΧΣΕΚΙΑΣ ΕΠΟΕΣΕ „Exekias hat es geschaffen …“

Exekias (altgriechisch Ἐχσεκιας Ekhsekias oder jünger Ἐξηκίας) war ein griechischer Töpfer und Vasenmaler des schwarzfigurigen Stils, der um 550 bis 530 v. Chr. in Athen tätig war.

## Leben, Stil und Werk
Exekias gilt als einer der bedeutendsten und innovativsten Künstler des schwarzfigurigen Stils. Anders als viele andere Vasenmaler begann Exekias seine Laufbahn als Töpfer. Seine ersten signierten Arbeiten, zwei Amphoren, schuf er für Maler der Gruppe E. Aus der Gruppe E ging Exekias auch hervor. Insgesamt sind heute 15 Vasen bekannt, die mit der Töpfersignatur des Exekias versehen sind. Mehrere Vasenformen (Halsamphoren, Bauchamphoren des Typs A, Augenschalen, Kelchkratere) hat er, wohl angeregt durch ostgriechische Keramikformen, neu- oder umgestaltet. Seine Töpferarbeiten haben die Töpfer der folgenden Generationen nachhaltig beeinflusst.
Exekias ist jedoch noch bekannter als Vasenmaler. Vier von ihm getöpferte Vasen tragen auch seine Malersignatur. Etwa 30 weitere Werke können ihm aufgrund stilistischer Analysen zugewiesen werden. Es ist nur eine kurze Schaffensphase für Exekias als Maler anzunehmen, da sowohl auf frühen wie auf späten Vasen der Kalos-Name Onetorides angegeben ist und Epheben wie Onetorides nur eine begrenzte Zeit in dieser Weise gewürdigt wurden. Seine Malerarbeiten werden in das dritte Viertel des 6. Jahrhunderts v. Chr. datiert. Auch als Maler scheint er von Vertretern der Gruppe E beeinflusst worden zu sein, wenngleich ein größerer Einfluss des Nearchos angenommen wird.

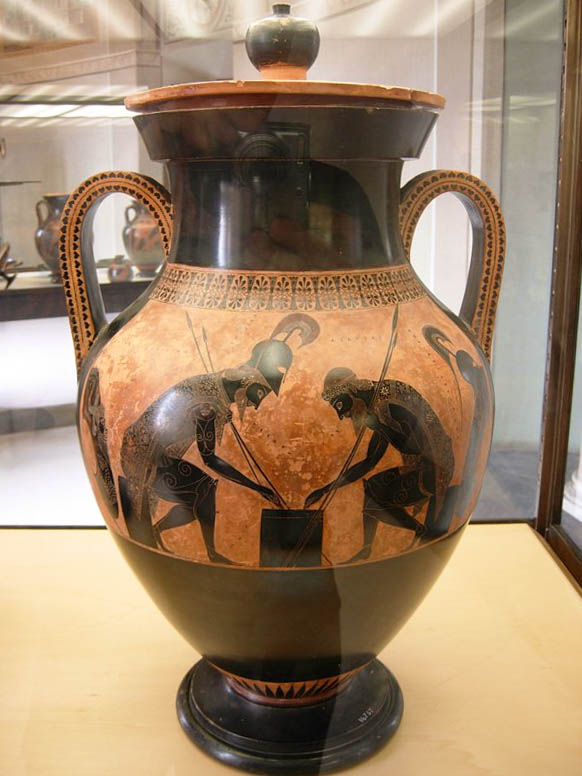
Bauchamphora, Vatikan 16757, Aias und Achill beim Brettspiel

Als Maler gab er der schwarzfigurigen Vasenmalerei entscheidende Impulse. Die Anordnung der Dekorationen sowie die Wahl und Ausführung der Ornamente sollten den schwarzfigurigen Stil bis zu seinem Ende mitprägen. Seine Spiralmuster unter den Henkeln sind von besonderer Feinheit. Von ihm und Amasis wurden auch die ersten bedeutenden Bildfeldamphoren geschaffen, bei denen beidseitig jeweils ein erzählendes Bild vorhanden ist. Mit seiner Kunstfertigkeit erschloss Exekias trotz der Einschränkung des schwarzfigurigen Stils ganz neue Aussagemöglichkeiten. Das gelang ihm zum Teil durch neue Bildideen, vor allem jedoch durch die Darstellungsweise, die den Figuren ein für den Zeichenstil ganz neues Eigenleben einhaucht. Er ist der erste Vasenmaler, der bei den Bildern nicht erst das Ergebnis einer Aktion zeigt, sondern schon den Weg zu dieser. Seine Figuren erreichen eine besondere Tiefe, wie es bis dato in der griechischen Kunst nur die Dichter darzustellen vermochten. So zeigt er auf einer heute im Museum in Boulogne-sur-Mer befindlichen Amphore mit der Darstellung des Selbstmords des Aias den Helden des Trojanischen Krieges bei der Vorbereitung zu der Tat, und nicht wie bislang erst nach der Durchführung. Exekias gelingt es, die Gefühle und Entschlossenheit des Aias zum Ausdruck zu bringen. Exekias schafft es in seinen Werken, den Figuren Würde zu verleihen. Wo die älteren Vasenmaler Menschen nur als Puppen darstellen konnten und es der Amasis-Maler schon erreichte, sie wie Menschen zu zeigen, schaffte es Exekias, die Menschen göttlich zu zeigen und damit die Klassische Kunst vorwegzunehmen. John Boardman sieht in Exekias den ersten Künstler der europäisch-westlichen Kultur.

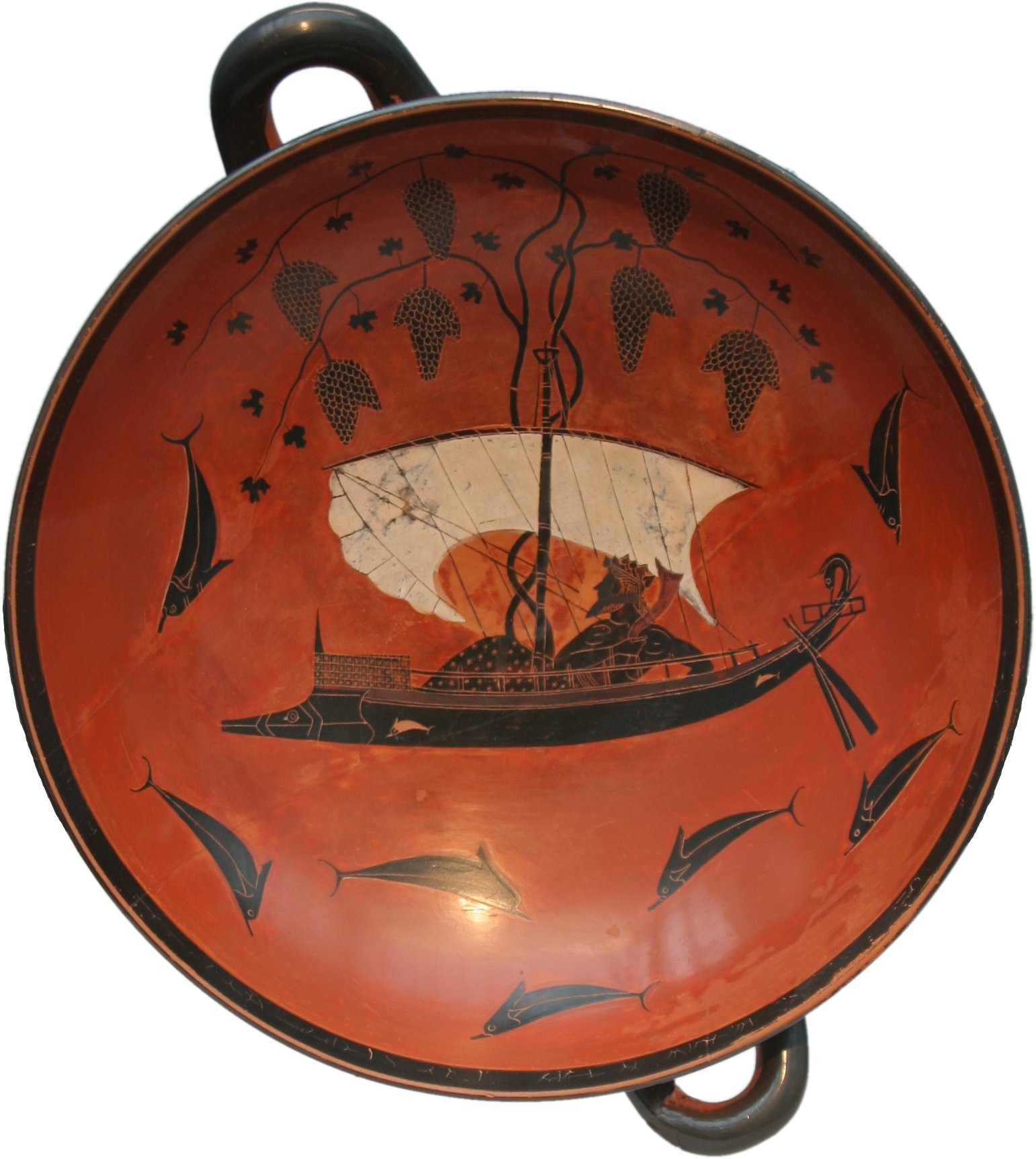
Dionysos-Schale, München, Staatliche Antikensammlungen 8729

Auf seiner bekannten Augenschale, der Dionysos-Schale (München, Staatliche Antikensammlungen 8729), stellt er den Gott Dionysos dar, der wie ein Zecher auf einem Schiff liegt. Das ihn als göttliche Figur darstellende Attribut ist eine am Schiffsmast entlang wachsende Weinranke, das Symbol des Gottes. Ein weiteres von Exekias erfundenes Bildmotiv ist das des Aias und des Achill beim Brettspiel (Bauchamphora Vatikan 16757). Für diese Szene gibt es keine literarische Grundlage, sie entsprang einzig der Kreativität des Malers.
Überhaupt hat er ein besonderes Interesse für den Trojanischen Krieg und ganz besonders für den Helden Aias. Ein Motiv, das ebenfalls bei ihm zum ersten Mal begegnet, ist der umkehrende Streitwagen.
Seine Arbeiten sind technisch sehr sauber und scheinen sich an den Bildhauern seiner Zeit zu orientieren. Da seine Werke alle qualitativ hochwertig sind – John Boardman spricht von Exekias als einem „Perfektionisten“ –, ist eine Stilentwicklung nur schwer nachzuvollziehen. Exekias muss auch zu seinen Lebzeiten als Handwerker hoch angesehen gewesen sein, anders ist es kaum zu erklären, dass er für einen wohlhabenden Athener einen Satz von mindestens 15 Grabpinakes bemalt hat, deren Fragmente sich heute in der Antikensammlung Berlin befinden. Auch hier erschloss er neue Betrachtungsweisen. In der Gesamtkonzeption sind die Grabtafeln des Exekias mit der gleichzeitigen Tafelmalerei ebenbürtig. Der „Erfinder“ der rotfigurigen Vasenmalerei, der Andokides-Maler, war wahrscheinlich Schüler des Exekias und malte auch im neuen Stil noch in der Art seines Lehrmeisters.

## Fundorte
Werke des Exekias haben sich einerseits in Athen (Akropolis, Heiligtum der Nymphe, Kerameikos) und andererseits in Italien gefunden. Einige wenige Fragmente kommen aus Süditalien (Heiligtum der Persephone in Mannella bei Lokroi Epizephyrioi, Heiligtum der Aphrodite in Satyrion), der überwiegende Teil seiner Werke jedoch aus den Nekropolen Etruriens (Cerveteri, Chiusi Orvieto, Tarquinia, Vulci). Fragmente kommen auch aus zwei keltischen Oppida in Südfrankreich (Montlaurès und La Monédière bei Bessan).

## Werkliste
Die Nummerierung folgt John D. Beazley, Stücke mit x waren Beazley noch nicht bekannt bzw. wurden von ihm nicht Exekias zugeschrieben.
Halsamphoren
- 1. Berlin, Antikensammlung, F 1729, A: Herakles mit dem nemeischen Löwen; B: Akamas und Demophon als Pferdeführer
- 1bis. Basel, Sammlung Herbert A. Cahn 300, vier Fragmente, A: Anschirrung eines Wagens; B: Pferd mit Begleiter
- 2. Narbonne, Musée Archéologique 04.1.1.1-8 Fragmente aus Montlaurès, Apollo, Artemis und Leto
- 3. New York, Metropolitan Museum of Art 17.230.14, A und B: Ausfahrt mit Quadriga[9]
- 4. Boston, Museum of Fine Arts 89.273, A und B: Anschirrung eines Wagens[10]
- 5. Berlin, Antikensammlung F 1718 (Kriegsverlust). A: Krieger, der einen toten Krieger trägt (Aias mit der Leiche des Achill ?); B: Kriegers Abschied
- 6. München, Staatliche Antikensammlungen 1470, A und B: Krieger, der einen toten Krieger trägt (Aias mit der Leiche des Achill ?)
- 7. London, British Museum 1836.2-24.127 (B 210), A: Achill und Penthesileia; B: Dionysos und Oinopion[11]
- 8. London, British Museum 1849.5-18.10 (B 209), A: Achill und Penthesilea (?); B: Memnon und seine afrikanischen Knappen[12]
- Budapest, Szépművészeti Múzeum 50.189, A: Krieger mit Quadriga; B: Dionysos mit Satyrn und Mänaden[13]
- Reggio di Calabria, Museo Archeologico Nazionale o. Nr. und 26996 Fragmente aus Lokroi Epizephyrioi, A: Dionysos und Frau mit Kind; B: Gigantomachie (?)[14]

Panathenäische Preisamphora
- 8bis. Karlsruhe, Badisches Landesmuseum 65/64, A: Athena; B: Ringer

Bauchamphoren
- 9. Orvieto, Museo Etrusco Claudio Faina 2748 (78), A: Götterversammlung mit Herakles; B: Herakles und Kerberos
- 10. Orvieto, Museo Etrusco Claudio Faina 2747 (77), A: Kriegers Abschied mit Quadriga; B: Ausfahrt mit Quadriga
- 11. Orvieto, Museo Etrusco Claudio Faina 2745 (187), A: Athena mit Quadriga, Herakles, Gottheiten; B: Ausfahrt mit Quadriga
- 12 Paris, Louvre F 206, A: Kampfszene mit stürzendem Pferd; B: Ausfahrt mit Quadriga[15]
- 13. Vatikan, Vatikanische Museen 16757 (Albizatti 344), A: Achill und Aias beim Brettspiel; B: Dioskuren, Tyndareos und Leda
- 14. Philadelphia, University of Pennsylvania Museum of Archaeology and Anthropology MS 3442, A: Kampfszene über dem toten Achill; B: Kampf über dem toten Antilochos[16]
- 15. Leipzig, Antikenmuseum der Universität Leipzig T 355a–c und T 391, Fragmente (Kriegsverluste), A: Achill und Aias beim Brettspiel (?)[17]
- 16. Philadelphia, University of Pennsylvania Museum of Archaeology and Anthropology MS 4873 A und B, A: Krieger mit grasendem Pferd; B: Bogenschütze mit grasendem Pferd[18]
- 17. Lund, Lund University, Historical Museum LA 655 (aus der Sammlung Sam Wide), Fragment, Oberkörper des Theseus
- 18. Boulogne-sur-Mer, Musée 558, A: Selbstmord des Aias; B: Ausfahrt mit Quadriga
- 18bis. Cambridge, Museum of Classical Archaeology UP 114, Fragment, B: Jüngling mit Hund[19]
- Berlin, Antikensammlung F 1699 (Kriegsverlust), A und B: Tierfries auf der Mündung[20]
- Malibu, J. Paul Getty Museum 78.AE.305, Fragment Akamas[21]
- x Nissan-les-Ensérune, Musée d’Église Saint-Saturnin, Collection Giry, Fragmente aus La Monédière bei Bessan, A: Herakles mit dem nemischen Löwen; B: Dionysos, Frau mit zwei Kinder, Mänade, Satyrn
- x Philadelphia, University of Pennsylvania Museum of Archaeology and Anthropology MS 3497, A: Herakles mit dem nemeischen Löwen; B: Dionysos und Frau mit zwei Kindern, Satyr und Mänade[22]
- ehemals Prag, Sammlung Wilhelm Klein (verschollen), Mündungsfragment mit Teil der Signatur[23]
- Reggio di Calabria, Museo Archeologico Nazionale 12886, Fragmente aus Lokroi Epizephyrioi, A: Aineas mit Anchises; B: Hoplit[24]
- x Schweiz, Privatsammlung, A: Anschirrung einer Quadriga; B: Kriegers Abschied mit Pferd[25]
- x Schweiz, Privatsammlung, A: Kampfszene mit Quadriga und stürzendem Pferd; B: Ausfahrt eines jungen Mannes mit Quadriga[26]
- x Tarent, Museo Archeologico Nazionale 179196, aus Satyrion, Fragmente mit Maler- und Töpfersignatur, A und B: Seiten Herakles und Triton[27]

Hydria
- x Athen, Akropolismuseum NA 1959 NAK 162, Fragment aus dem Heiligtum der Nymphe in Athen, Pferd mit Beischrift[28]

Kelchkrater
- (19.) Athen, Agora Museum AP 1044, A: Quadriga der Athena mit Herakles, Götter; B: Kampf um den Leichnam des Patroklus[29]

Kolonettenkrater
- x Athen, Nationalmuseum Akr. I 649c–d + Akr. I 650a + AP 1224, Fragmente, auf den Henkelpalmetten Herakles und Triton, außen Löwe und Stier, Tierfries[30]

Dinos
- 20. Rom, Villa Giulia 50599. Nur Rand des Dinos mit Signatur, am Inneren des Randes Schiffsdarstellungen.

Augenschale
- 21. München, Staatliche Antikensammlungen 8729 (ehemals 2044), Dionysos-Schale

Pinakes
- 22. Berlin, Antikensammlung F 1811–F 1826 + Athen, Nationalmuseum 20061, Grabtafeln des Exekias[31]
- 23. Athen, Nationalmuseum 2414–2417[32]

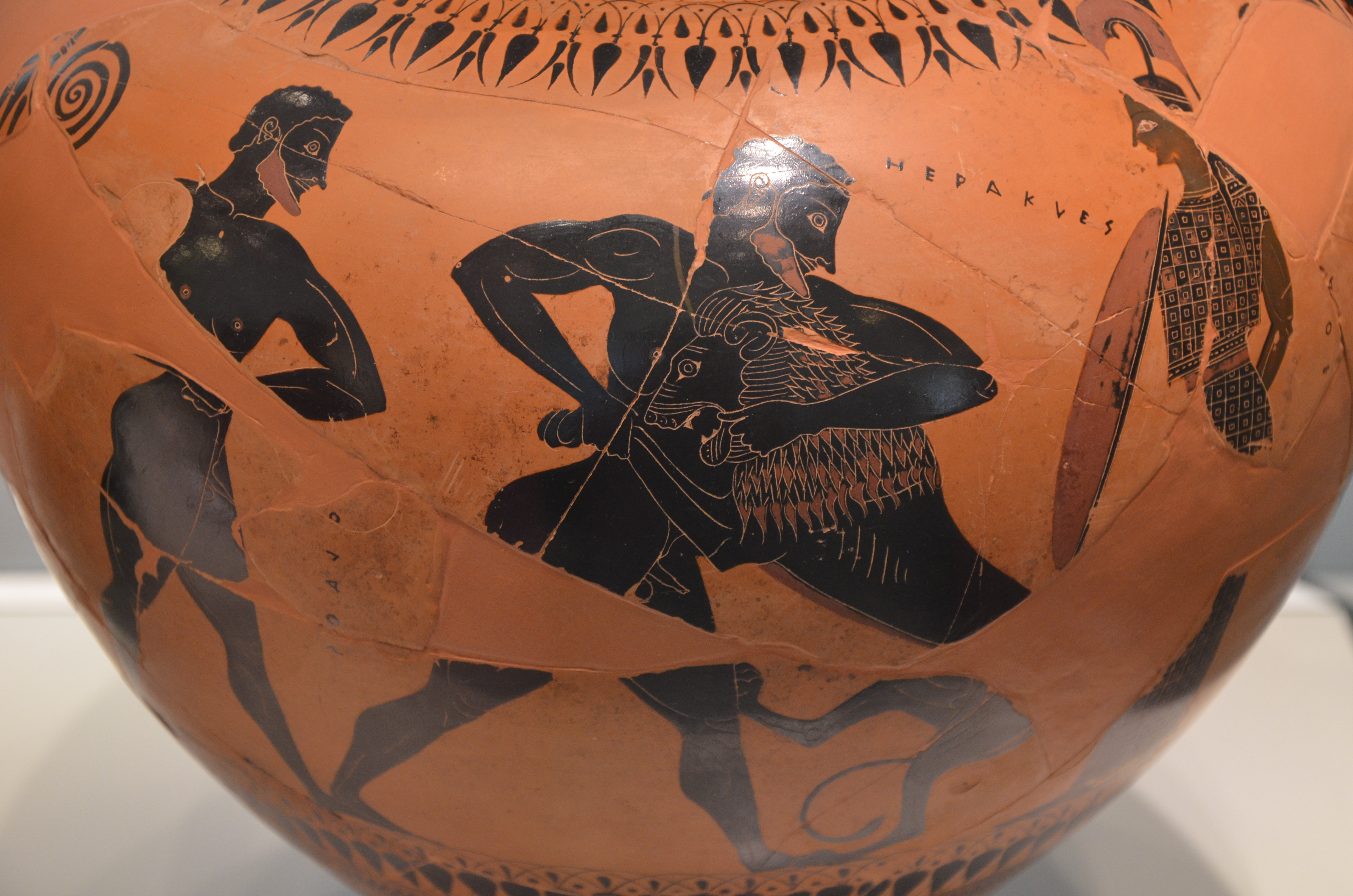
Bauchamphora, Berlin F 1720
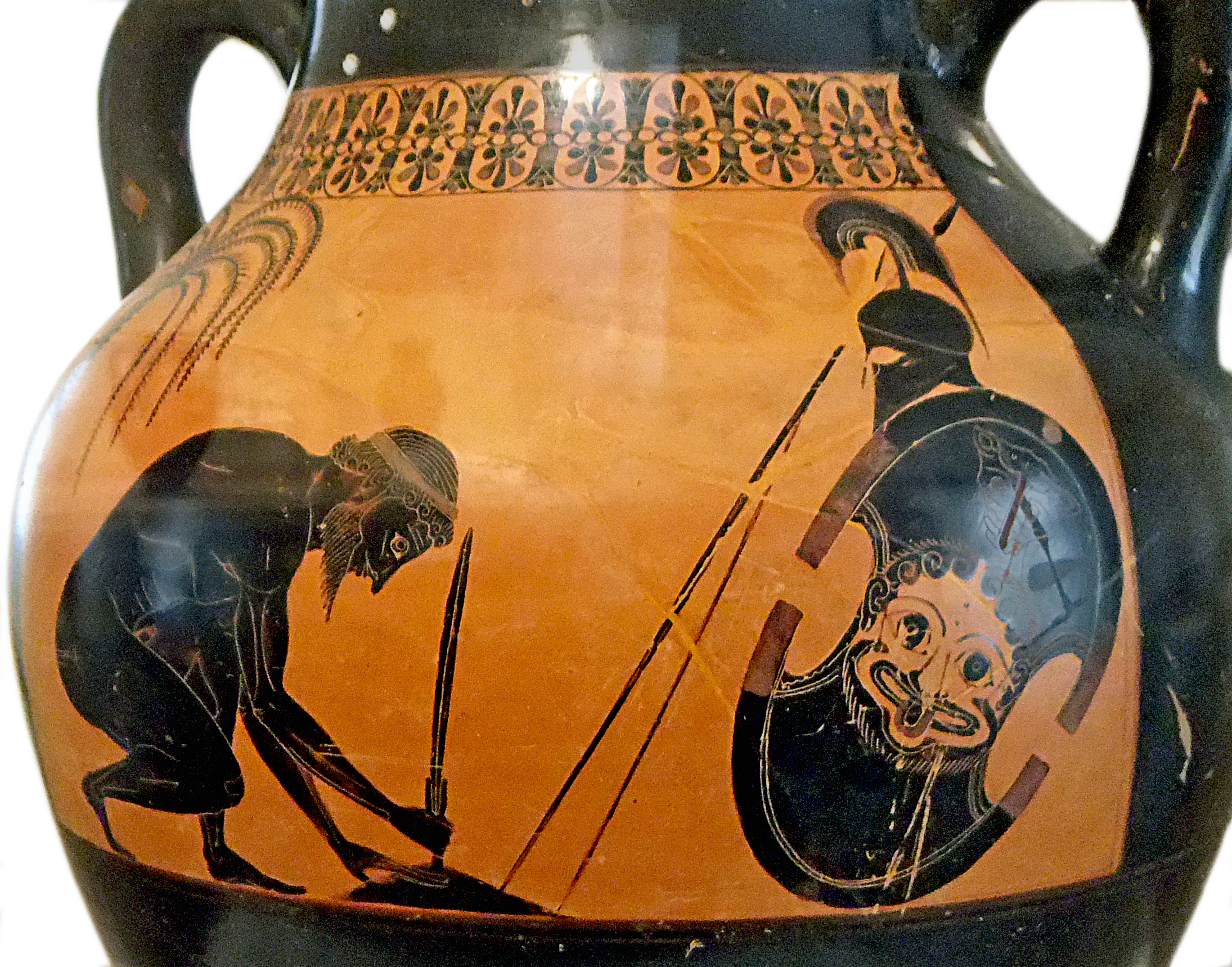
Bauchamphora, Boulogne-sur-Mer 558
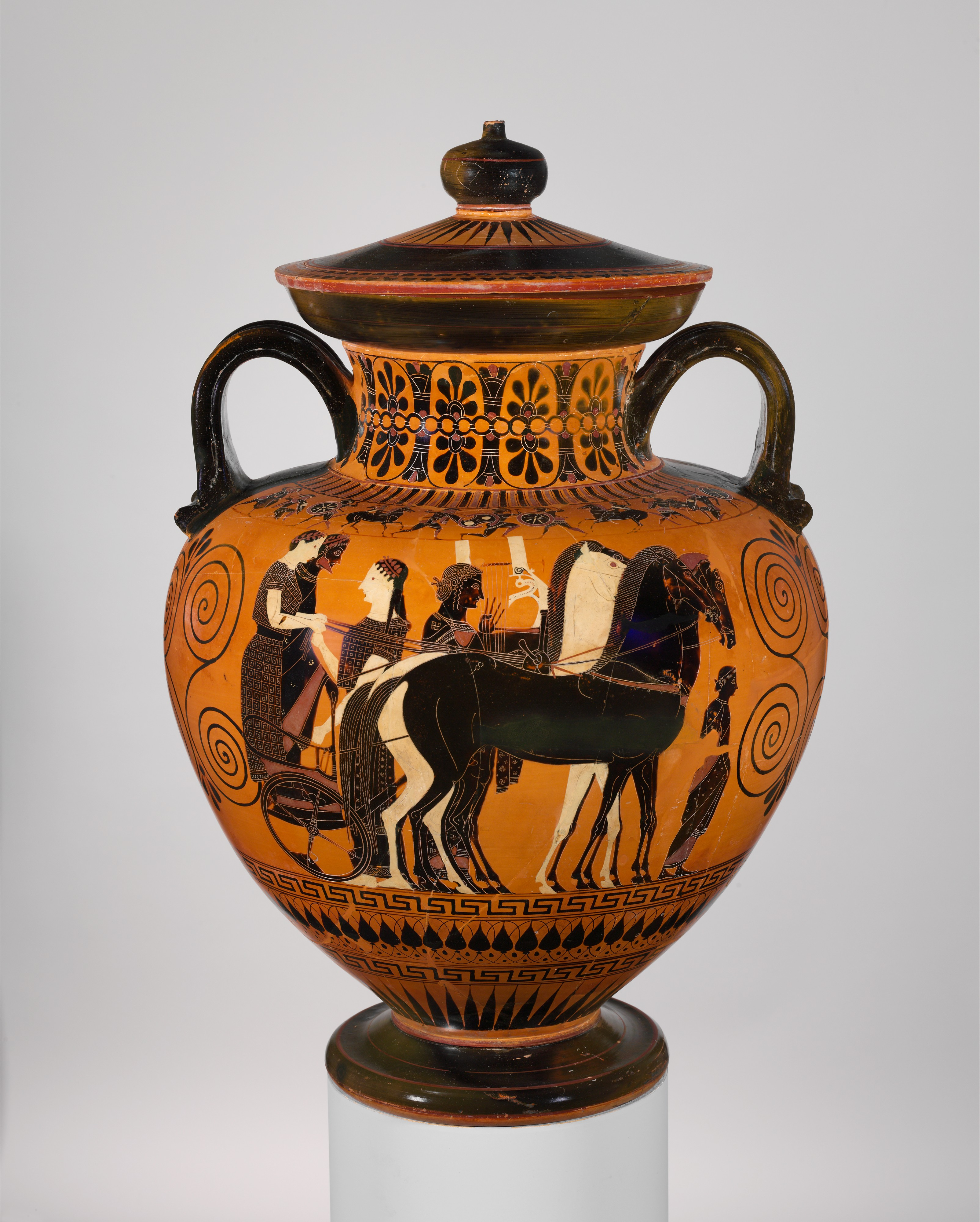
Halsamphora, New York, Metropolitan Museum 17.230.14
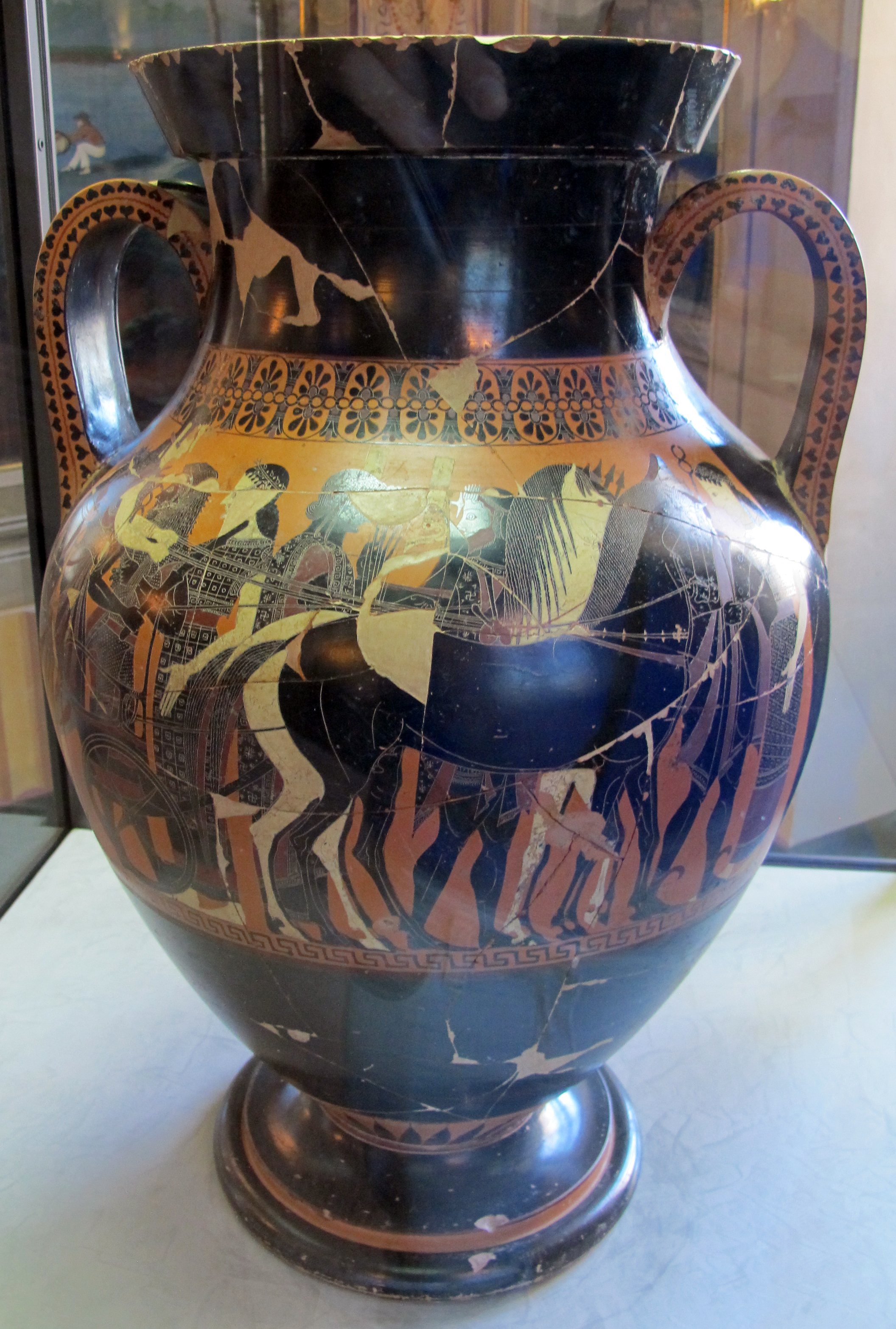
Bauchamphora Orvieto 2745 (187)
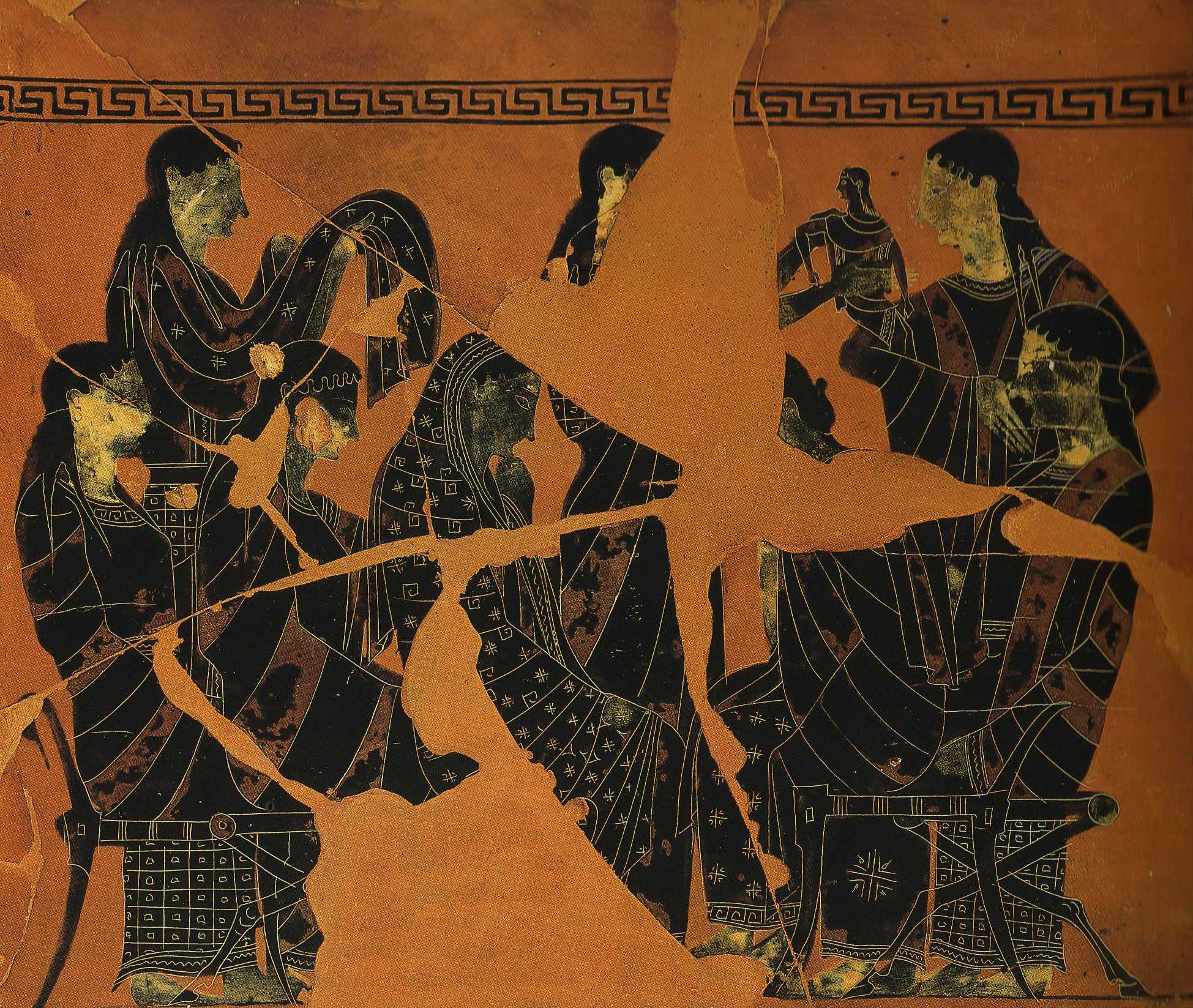
Grabpinax Berlin

## Ausstellung
Vom 9. November 2018 bis zum 31. März 2019 wurde das Werk des Exekias in der Ausstellung „Exekias hat mich gemalt und getöpfert“ in der Archäologischen Sammlung der Universität Zürich gewürdigt.